# 아레나 버밍엄
아레나 버밍엄(Arena Birmingham)은 잉글랜드 웨스트미들랜즈주 버밍엄에 위치한 실내 경기장이다.